# Jürgen Karl Klauß
Jürgen Karl Klauß (* 1944 in Breslau; † 11. September 2009 in Berlin) war ein deutscher Regisseur, Autor, Produzent und Schauspieler.

## Leben
Klauß wuchs in Ost-Berlin auf. Sein Vater war Redakteur, die Mutter Balletttänzerin und Rundfunksprecherin. Sein Abitur legte er 1963 ab. Zwei Jahre später machte er seinen Abschluss als Außenhandelskaufmann. Als Ruderer gehörte er dem TSC-Berlin-Friedrichshagen an und wurde später Gewichtheber und Kraftsportler.
Journalistisch schrieb er regelmäßig für die Sportzeitschrift Schwerathletik. Parallel dazu war er zusammen mit Christoph Hein Mitglied am Arbeiter- und Studententheater des Hauses der Jungen Talente und arbeitete unter den Regisseuren Werner Grunow und Richard Rau. Zudem war Klauß Sänger im „Hootenanny-Klub“, dann „Oktoberklub“. Daran schloss sich bis 1969 ein Schauspielstudium an der Hochschule für Film und Fernsehen Potsdam-Babelsberg an, das er mit Staatsexamen und Diplom abschloss. Wichtigste Dozenten waren Heiner Müller, B. K. Tragelehn und Fritz Marquardt, zu seinen Kommilitonen gehörten Jaecki Schwarz, Regina Beyer und Winfried Glatzeder.
Von 1969 bis 1973 war Klauß Meisterschüler von Konrad Wolf und auch dessen Regieassistent. Klauß betrieb mit ihm als Mentor ein in der DDR einmaliges Studium an drei Hochschulen und der Humboldt-Universität. Er studierte Philosophie, Psychologie, Ästhetik-Kunstwissenschaften an der Humboldt-Universität, Kunstgeschichte an der Kunsthochschule Berlin-Weißensee, Musikgeschichte an der Hochschule für Musik „Hanns Eisler“ Berlin und belegte filmspezifische Fächer an der HFF Babelsberg, der er 1973 seinen Diplomfilm vorlegte. Anschließend war er bis 1978 Nachwuchsregisseur und Autor im DEFA-Studio für Spielfilme. Er war Co-Autor und Assistenzregisseur bei Till Eulenspiegel und schrieb das Buch dazu gemeinsam mit Christa Wolf und Rainer Simon. Er war Regieassistent unter anderem bei Konrad Wolfs Goya, Zoltán Fábris Die Ungarn, Czesław Petelskis Kasimir der Große und Iossif Cheifiz’ Asja.
Im Jahr 1978 stellte er seinen Ausreiseantrag. Er schrieb noch das Drehbuch zu Muhme Mehle unter der Regie von Thomas Langhoff. Im Jahr 1979 wurden im Rahmen des „Try out“ im Opernhaus Kiel vier in der DDR verbotene Theaterstücke von ihm vorgestellt. Fortan arbeitete er in der Bundesrepublik als freier Autor, Regisseur und Produzent für Spiel-, Dokumentar- und Fernsehfilme sowie Fernsehserien. In den 1980er-Jahren hielt sich Klauß auch in den USA auf.
Im Jahr 1986 besetzte er erstmals Martina Gedeck, auch gleich in der Hauptrolle, in seinem Film In der Kälte der Sonne. Zwei Jahre später besetzte er erstmals für TV-Arbeiten Veronica Ferres in seiner Serie Pyjama für Drei, 1991 auch erstmals die französische Nachwuchsschauspielerin Alexa Monduit in Geheimcode F. In den 1990er-Jahren blieb er dem Film treu, war eine Zeitlang Verleiher von Anime-Videos und schrieb auch Filmkritiken. Im Jahr 1994 war er für ein paar Monate als Produzent von Gute Zeiten, schlechte Zeiten und diversen Dokumentarfilmen tätig. Zwischen 1992 und 2005 arbeitete Klauß vor allem an seinen literarischen Manuskripten. Klauß gab auch Schauspielunterricht. Zu seinen wichtigsten Schülerinnen gehört Evelin Dahm.

## Filmografie

### Als Schauspieler
- 1968: Hauptmann Florian von der Mühle
- 1969: Jungfer, Sie gefällt mir
- 1969: Wie heiratet man einen König?, Regie: Rainer Simon
- 1973: Die Taube auf dem Dach, Regie: Iris Gusner
- 1973: Erziehung vor Verdun, Regie: Egon Günter
- 1975: Till Eulenspiegel, Regie: Rainer Simon
- 1978: Die Ungarn (Magyarok), Regie: Zoltán Fábri
- 1982: Milo Baro, Regie: Hennig Stegmüller
- 1982: Die Schattengrenze, Regie: Wolf Gremm (TV)
- 1982: Die Barrikade (TV)
- 1985: Alles paletti, Regie: Michael Lentz (TV)
- 1986: Zugfahrt nach Berlin, Regie: Clemens Frohmann, (TV)
- 1987: Meyer, Regie: Peter Timm
- 1988: Forstinspektor Buchholz, Regie: Stefan Bartmann (TV)
- 1990: Dr. M, Regie: Claude Chabrol
- 1991: L’Amitié oder Geheimcode F (TV)
- 1992: Liebling Kreuzberg, Regie: Werner Masten (TV-Serie)
- 1993: Wolffs Revier (TV-Serie)
- 1995: Sylter Geschichten, Regie: Wolfgang Hübner (TV)
- 1997: Felix – Ein Freund fürs Leben, Regie: Felix Dünnemann (TV)
- 1998: Boomtown Berlin, Regie: Christian Schidlowski (TV)
- 2002: Die Verwegene, Regie: Martin Waltz, (TV)
- 2006: Gute Zeiten, schlechte Zeiten (TV-Serie)

### Regie und Drehbuch
- 1971: Die Milchstraße (TV-Kinderfilm), auch Drehbuch
- 1973: Mein Tag oder die Welt ist zum Verändern da, auch Drehbuch
- 1975: Till Eulenspiegel, Regieassistent, Drehbuch
- 1975: Wege und Umwege (TV), auch Drehbuch
- 1976: Muhme Mehle, nur Drehbuch
- 1979: Brot und Filme, auch Drehbuch
- 1980: Ohne Rückfahrkarte, auch Drehbuch
- 1981: Die Grenze, nur Regie
- 1982: Die Barrikade, Texter
- 1983: Die Matrosen von Kronstadt, Regie
- 1983: Satan ist auf Gottes Seite, nur Drehbuch
- 1984: Die Rückkehr der Zeitmaschine, nur Regie
- 1985: Treffpunkt Leipzig, auch Drehbuch
- 1986: Detektivbüro Roth, Regie
- 1986: In der Kälte der Sonne, auch Drehbuch
- 1988: Pyjama für Drei, Regie
- 1988: Der Rosenhain, Regie
- 1989: Stocker und Stein, Regie
- 1990: Liebesgeschichten, Regie
- 1991: Geheimcode F, auch Drehbuch
- 1995: Jürgen von Alten – Adel verpflichtet (Dokumentarfilm, auch Drehbuch)
- 2003: Die Gründungsfeier (Dokumentarfilm, auch Drehbuch)
- 2009: Konrad Wolf – Auf der Suche nach der besseren Welt (Dokumentarfilm, nur Regie)

## Theaterarbeiten
- 1980 „Try out“, Opernhaus Kiel, mit Basil Dorn, Vorstellung von vier Theaterstücken von Jürgen Klauß
- 1986 „Educating Rita“, Berlin, Regie, mit Peter Fricke, Christl Harthaus
- 1986 „Der General“, Berlin, Regie, mit Heinz Drache, Dagmar Altrichter, Pierre Franck

## Veröffentlichungen
- „Geheimcode F“ zusammen mit Ulrike Swennen, Ueberreuther Verlag Wien, 1992, ISBN 3-8000-2359-8.
- „Zwischen den Meistern in den Zeiten: Von Heiner Müller zu Konrad Wolf“, Frankfurt Oder Edition, 1996, ISBN 3-930842-13-0.